# アメス

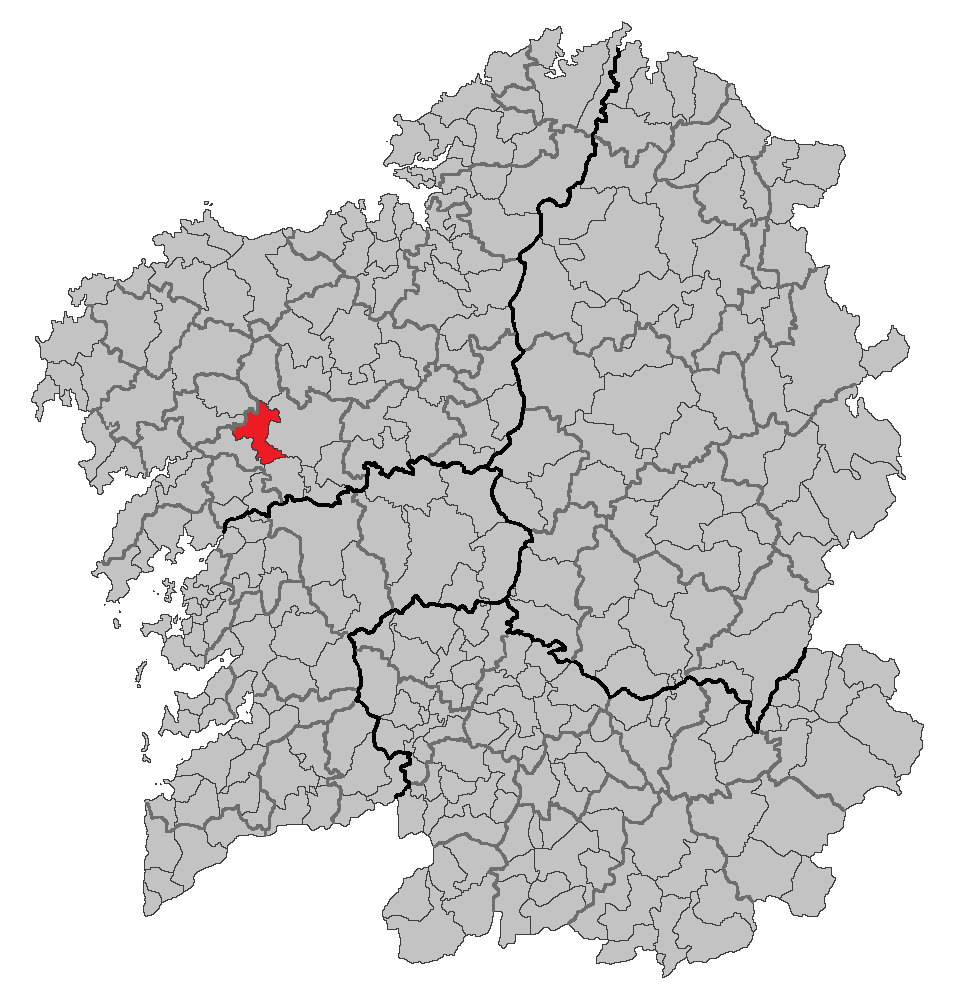
ガリシア州内の位置

アメス（Ames）はスペイン、ガリシア州、ア・コルーニャ県の自治体。コマルカ・デ・サンティアーゴに属する。ガリシア統計局によると、2013年の人口は29,689人（2012年：29,331人、2010年：27,900人、2009年：26,983人、2008年：25,818人、2007年:24,553人、2006年:23,219人、2005年:22,228人、2004年:20,840人）。住民呼称はamesán/-sá。
ガリシア語話者の自治体住民に占める割合は92.59％（2001年）。

## 地理
面積は80km²で、サンティアゴ・デ・コンポステーラ、テオ、ブリオン、ネグレイラ、ア・バーニャ、バル・ド・ドゥブラの各自治体と境界をなす。自治体内の人口の中心はミジャドイロとベルタミランス地区にある。
アメスはサンティアゴ・デ・コンポステーラ司法管轄区に属す。

### 人口
住民は11の教区の117の地区（集落）に分散している。
| アメスの人口推移 1900－2010                             |
|                                                         |
| 出典:INE（スペイン国立統計局）1900年 - 1991年、1996年 - |

## 政治
自治体首長はガリシア国民党（PPdeG）のサンティアーゴ・ビセンテ・アモール・バレイロ（Santiago Vicente Amor Barreiro）、自治体評議員はガリシア国民党：11、ガリシア社会党（PSdeG-PSOE）：6、ガリシア民族主義ブロック（BNG）：4となっている（2011年5月22日の自治体選挙結果、得票順）。
| 1999年6月13日自治体選挙 |        |        |          |
| 政党                    | 得票数 | 得票率 | 獲得議席 |
| PPdeG                   | 4,356  | 52.81% | 10       |
| BNG                     | 1,686  | 20.44% | 4        |
| PSdeG-PSOE              | 1,554  | 18.84% | 3        |
| DG                      | 393    | 4.76%  | 0        |
| EU-IU                   | 137    | 1.66%  | 0        |

| 2003年5月25日自治体選挙 |        |        |          |
| 政党                    | 得票数 | 得票率 | 獲得議席 |
| PPdeG                   | 4,649  | 40.89% | 8        |
| PSdeG-PSOE              | 3,485  | 30.65% | 5        |
| BNG                     | 2,779  | 24.44% | 4        |
| EU-IU                   | 160    | 1.41%  | 0        |

| 2007年5月27日自治体選挙 |        |        |          |
| 政党                    | 得票数 | 得票率 | 獲得議席 |
| PSdeG-PSOE              | 4,616  | 38.56% | 9        |
| PPdeG                   | 3,977  | 33.22% | 7        |
| BNG                     | 2,731  | 22.81% | 5        |
| EU-IU                   | 362    | 3.02%  | 0        |

| 2011年5月22日自治体選挙 |        |        |          |
| 政党                    | 得票数 | 得票率 | 獲得議席 |
| PPdeG                   | 5,932  | 44.92% | 11       |
| PSdeG-PSOE              | 3,698  | 28.00% | 6        |
| BNG                     | 2,148  | 16.27% | 4        |
| ANE, AV-AEPG            | 467    | 3.54%  | 0        |
| EU-IU                   | 423    | 3.20%  | 0        |

## 教区
アメスは11の教区に分けられる。
- アグロン（サン・ロウレンソ）
- アメイシェンダ（サンタ・マリーア）
- アメス（サン･トメ）
- ビドゥイード（サンタ・マリーア）
- ブガジード（サン・ペドロ）
- コバス（サント・エステーボ）
- レンス（サン・パイオ）
- オルトーニョ（サン・ショアン）
- ピニェイロ（サン・マメーデ）
- タピア（サン・クリストボ）
- トラスモンテ（サンタ・マリーア）

## 画像

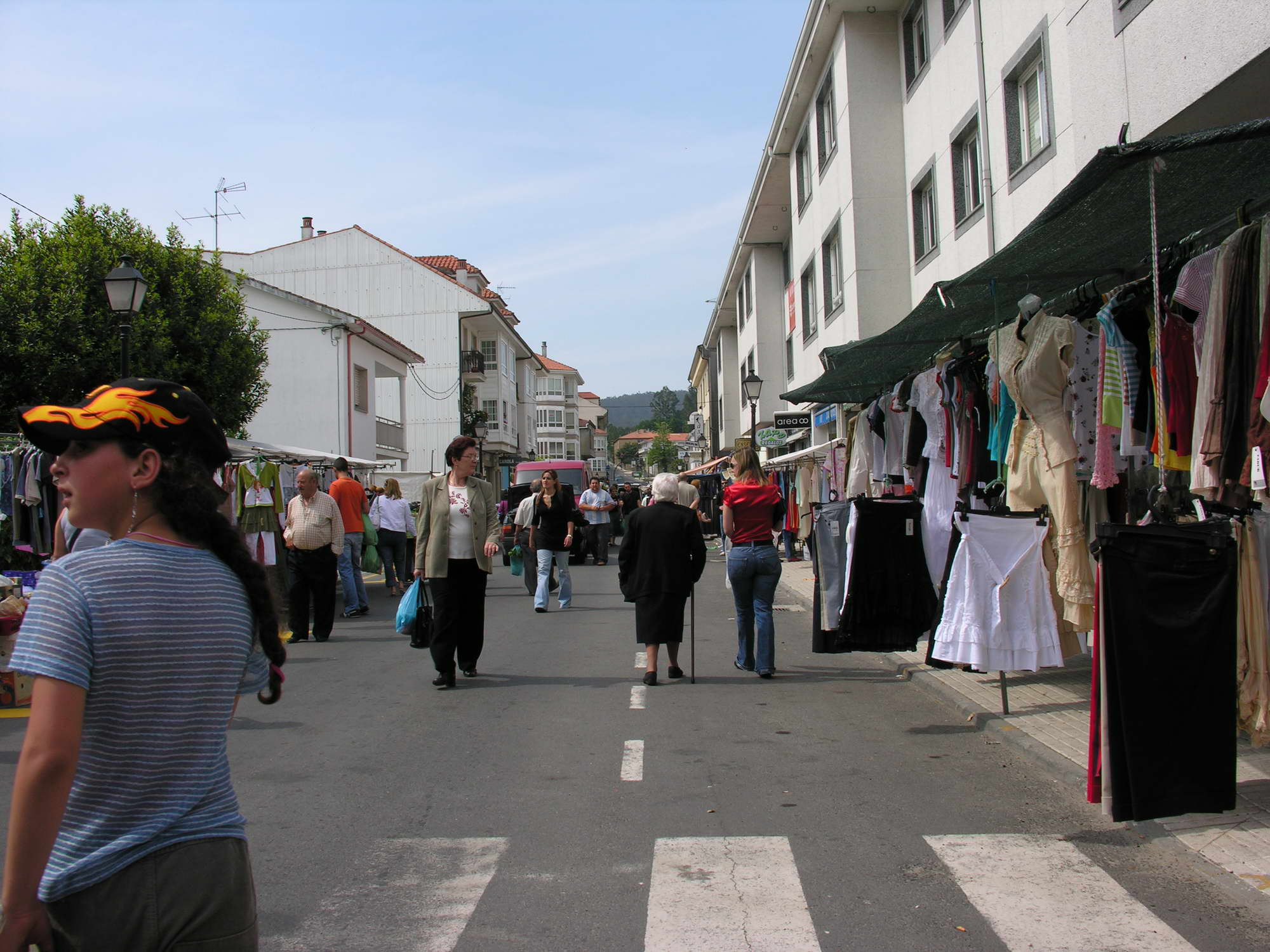
ベルタミランス地区のメイン・ストリート（オルトーニョ教区）
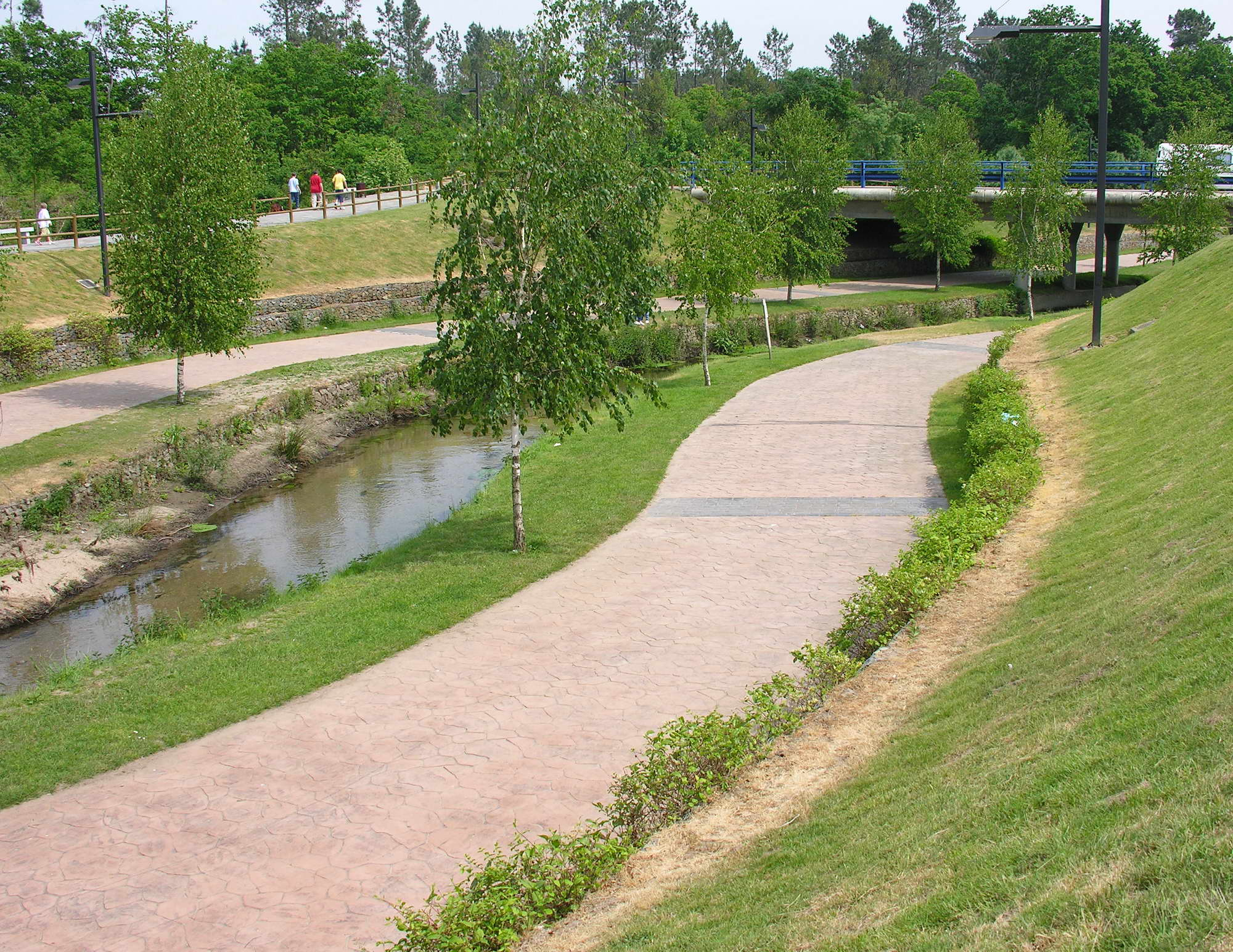
ベルタミランス地区を流れる川（オルトーニョ教区）
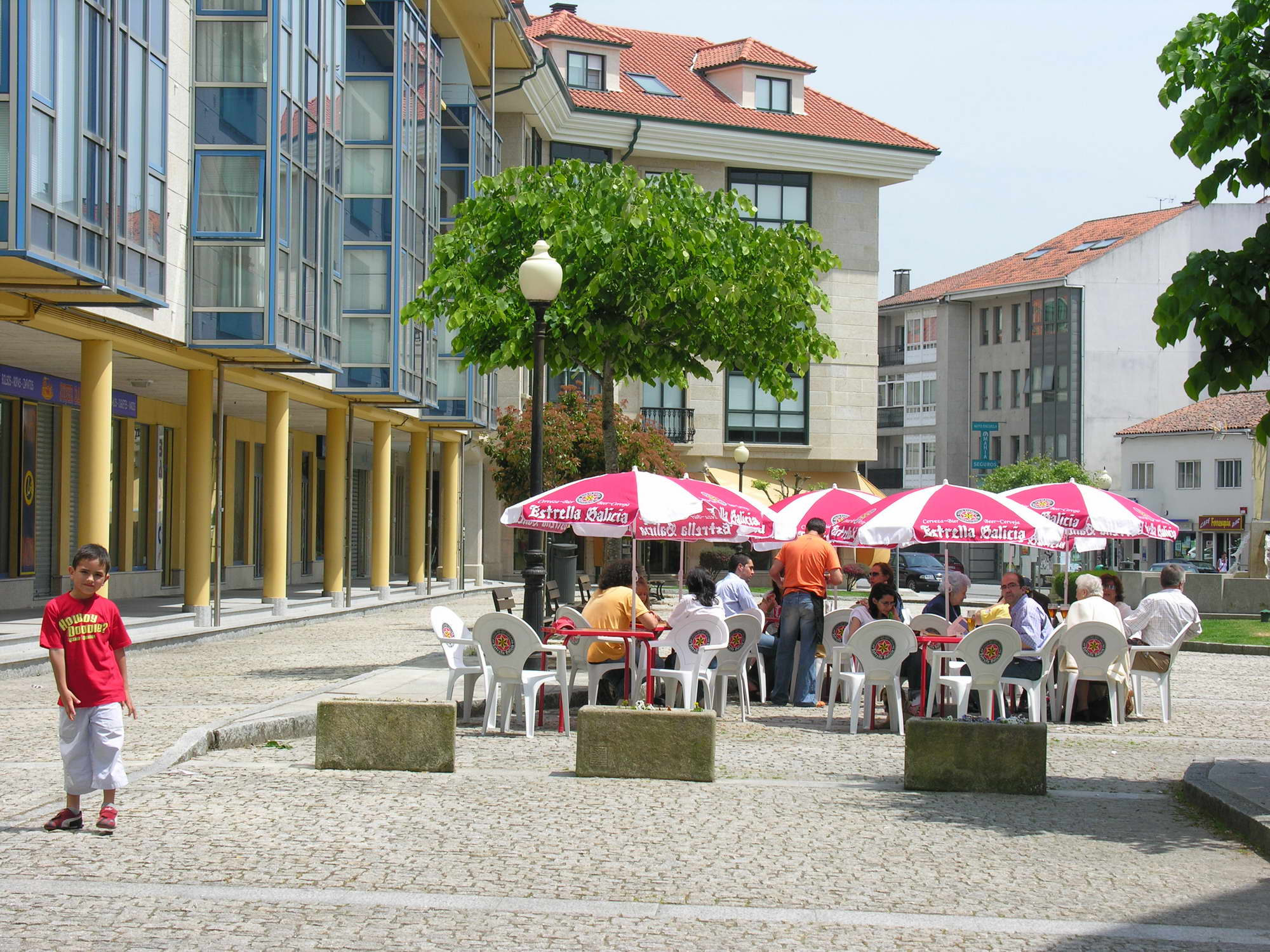
ベルタミランス地区の広場（オルトーニョ教区）